# Свято-Успенський жіночий монастир (Перевозне)
Свя́то-Успе́нський жіно́чий монасти́р — монастирський комплекс в селі Перевозне Воткінського району на Удмуртії (Росія).
Головною принадою монастиря є скульптурна група «Розп'яття з Богоматір'ю та Іоанном Богословом», створена в кінці XVIII століття. Скульптури поставили перед іконостасом в 1952 році, а до цього вони зберігались в храмі ікони Тихвінського Богоматері сусіднього села Паздери. Ця група на сьогодні є єдиним твором культової дерев'яної скульптури, що збереглась в ансамблях Удмуртії.

## Історія
У XIX столітті Перевозне служило духовним центром «звернених до єдиновір'я розкольників» і саме для них в 1838 році за допомоги Воткінського заводу був збудований дерев'яний храм ікони Казанської Богоматері. На початку 1900-их років церква була капітально перебудована за проектом І. А. Чарушина в російському стилі. Навпроти неї за проектом 1903 року того ж архітектора до 1910 року збудували кам'яний двоглавий храм для православних. Казанська церква була знесена пізніше, в радянський час.
Одночасно для іжевських старообрядців австрійського толку будувався повністю аналогічний храм Покрови Богоматері, який на сьогодні зруйнований. Невеликі компактні будівлі відобразили самобутній стиль І. А. Чарушина — обов'язкове кільце з гирькою в арці та заломом на його даху, стрілчасті слухи шатра та дзвіниці і ряди кокошників та східчастому підніжжі главки.
Влітку 1936 року під тиском крайвиконкому сільські вчителі та пожежники вимагали припинення роботи дзвіниць, так як їхній звук схожий на набат і діти лякаються. 19 червня Кіровський крайвиконком задовольнив ці потреби. 20 серпня 1941 року 230 парафіян з 350 громадян села проголосували за закриття церкви під культурний заклад і передачі всіх цінностей в фонд оборони. 18 вересня був виданий указ удмуртського уряду, але храм вцілів, так як зразу парафіяни стали жалітись в Іжевськ та Москву на численні порушення в ході добровільного голосування. 19 березня 1943 року в храмі відновилось богослужіння.
В наступні роки з храму неодноразово намагались прибрати цінні дерев'яні скульптури. В 1961 році влада двічі рекомендувала винести їх єпископу Михаїлу (Чубу) з церкви. Лише після цього владі вдалось зламати тиск парафіян і скульптури були перенесені всередину вівтаря. В 1990 році вони були знову винесені до храму, а 28 серпня 1994 року при ньому відкрився Свято-успенський жіночий монастир.

Монастир взимку (2010)Монастир взимку (2010)